# Vändra socken
Vändra socken (estniska: Vändra kihelkond, tyska: Kirchspiel Fennern) var en socken i Pernau krets i Guvernementet Livland. Socknens kyrkby var Vändra (tyska: Fennern).